# Parallelia mediifascia
Parallelia mediifascia là một loài bướm đêm trong họ Erebidae.